# Boville Ernica
Boville Ernica (anticamente Bauco) è un comune italiano di 8 240 abitanti della provincia di Frosinone nel Lazio. Fa parte del circuito dei borghi più belli d'Italia in qualità di Ospite Onorario.

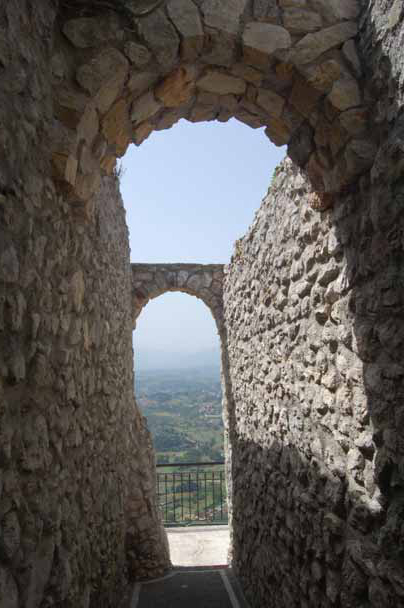
Il cosiddetto Bucione.

## Geografia fisica

### Territorio
La città, un tempo nota come Bauco, sorge a 487 m s.l.m., su di una collina solitaria da cui è possibile ammirare un ampio panorama. L’area è all’interno di mura del castello medievale tra le quali si innalzano diciotto torri. Non lontano dalla città scorre il torrente Amaseno, un torrente di 28 km affluente del fiume Liri (che non va confuso con l'omonimo e non distante fiume).

### Clima
- Classificazione climatica: zona D, 1942 GG

## Origini del nome
Boville Ernica veniva chiamata Bauco fino al secolo scorso, per la precisione fino all'anno 1908 quando l'allora amministrazione cittadina chiese ed ottenne il cambio nella denominazione attuale.
Nella località di Monte di Fico sono stati trovati molti reperti di terracotta votiva raffiguranti il bue. Ernica, aggettivo che indica una diramazione della catena dei Monti Ernici, dove sorge la cittadina. Per diversi secoli la cittadina fu chiamata Buca anche se verosimilmente l'appellativo più in voga fosse Babuco poi abbreviato in Bauco. Questi nomi possono essere derivati dalla natura del colle su cui sorge; infatti ancora oggi si osservano grandi buche o grotte a nord del territorio, le quali spinsero i primi abitanti a chiamare con questo nome la loro dimora: Buca o Bauco. Ma potrebbe anche essere vero il fatto che un tempo il colle fosse boscoso e fosse abbondante di sambuco (vegetazione che ancora si riscontra): sambuco-bambuco-banbucus-bauco.

## Storia
Ha origini antichissime e si è sviluppata con tre diverse fasi di insediamento: una protostorica o preromana, una romana ed una medievale. Le testimonianze delle varie epoche della storia attraversate dalla cittadina, sono conservate nei resti degli insediamenti dell'età del ferro, nelle mura megalitiche di Monte di Fico, nei reperti del periodo romano e nella cinta muraria medievale con le diciotto torri a base quadrata o circolare, che racchiude ad anello interrotto, tutto il centro storico, sorto attorno al X secolo. La storia di Boville Ernica affonda le radici nell'epoca romana.
Un tempo la cittadina sorgeva al piano ma, avendo subita totale distruzione dai Saraceni e nel 939 dagli Ungari, gli abitanti si trasferirono sul colle, sia per cercare maggiore sicurezza, sia perché attratti dalla fama del santo pellegrino Pietro Ispano, il quale, giungendo dalla Spagna, dopo aver combattuto in difesa della religione cristiana, aveva qui posto la sua dimora vivendo in una grotta.
Grazie alla posizione strategica ed al baluardo costituito dalle mura sorrette da 18 torri medievali,nel 1204 i baucani riuscirono a respingere gli attacchi delle truppe del regno di Napoli che intendevano attaccare lo Stato Pontificio. Il Papa Innocenzo III, per ringraziare i valorosi cittadini donò loro l'autonomia amministrativa. Ebbe inizio così una “repubblica” che governata a turno da dodici famiglie, andò avanti per più di quattrocento anni, caratterizzati dalla pace e dalla ricchezza, queste 12 famiglie che aveva la giurisdizione erano: Vittori-Roberti in Valentini; Crescenzi; De Angelis; De Oliva; Arduini; Pollastrelli; Tarquini; Tomasi; Morsi;  dalla quale Ippolito che chiuse la serie dei Vicari essendone esso l'ultimo; Gavilla, la quale il 10 luglio 1364 cede a Casamari porzione dei suoi diritti del domini che aveva con gli altri sopra Bauco, e finalmente la famiglia Filonardi
Nel 1500 l'antico castello e lo stesso abitato, subirono una rilevante trasformazione urbanistica e di ammodernamento ad opera del cardinale Ennio Filonardi, che si servì di grandi architetti dell'epoca.
Il cardinale Ennio Filonardi, fece costruire a Bauco il proprio castello di Famiglia e lo dedico al pontefice Paolo III Farnese, per la sua villeggiatura estiva con la corte papale, come recita l'epigafe posta sopra l'artistico architrave, opera del Vignola (Giacomo Barozzi)
Sotto il pontificato di Gregorio XIII, Bauco (attuale Boville Ernica) torno sotto lo Stato pontificio.
A tale scopo il 12 gennaio 1582 il pontefice Gregorio XIII, mandò mons. Rinchieri, che prendesse a nome della R. C. possesso con Breve in data 15 dicembre 1581 con la quale privò le dodici famiglie del dominio, e concedeva a loro la facoltà di eleggere un Vicario, che dopo l'elezione attendessero la conferma della Santa Sede.
A Bauco, il 28 gennaio 1861, Theodule Emile De Christen insieme al capo brigante Luigi Alonzi detto Chiavone riuscì a prevalere su 3500 nemici. Il bilancio piemontese fu pesante: 500 uomini persi tra morti, feriti e prigionieri.

### Simboli
Lo stemma di Boville Ernica è costituito da una torre d'oro in campo d'azzurro, sovrastata da due chiavi decussate. Lo scudo è accompagnato dagli ornamenti esteriori da Comune. Il gonfalone è un drappo di bianco.

## Monumenti e luoghi d'interesse

### Architetture religiose
Chiesa di San Pietro Ispano

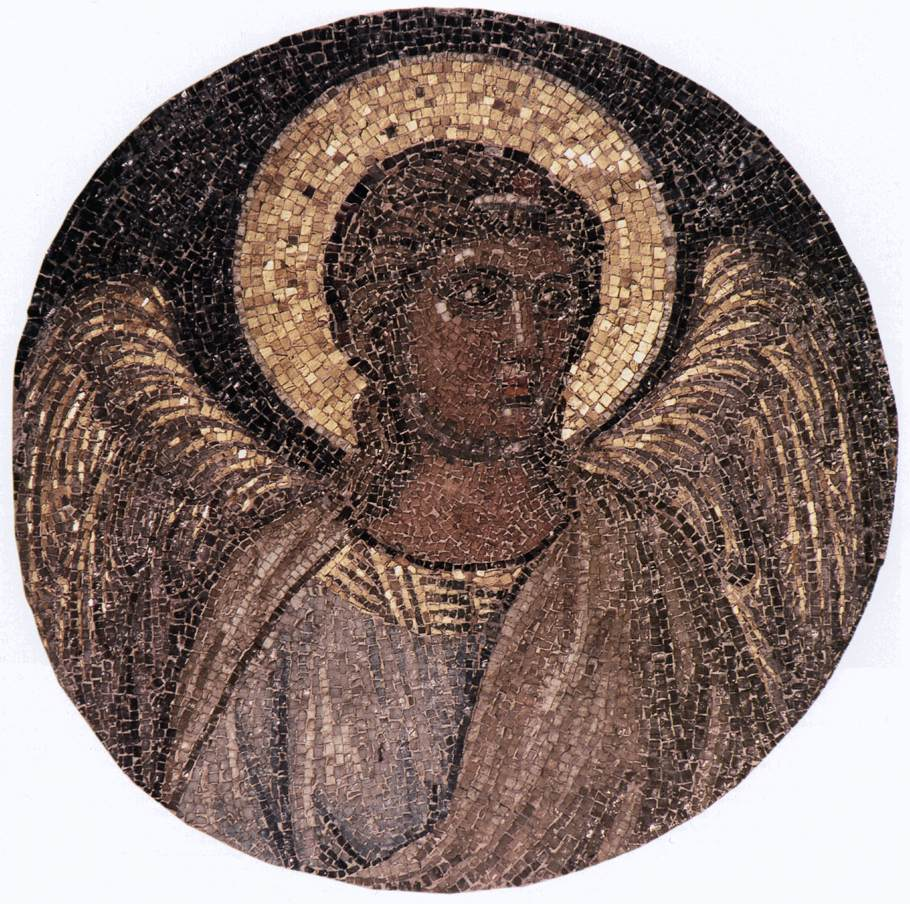
L'angelo di Boville Ernica detto L'Angelo di Giotto

Nella chiesa di San Pietro Ispano, oltre ad un sarcofago paleocristiano con una particolarissima decorazione a bassorilievo, è conservata una rarissima opera a mosaico di Giotto,  L'Angelo, proveniente dall'antica basilica costantiniana di San Pietro di Roma dove affiancava il grande mosaico della Navicella e che il monsignor Simoncelli, segretario del Papa Paolo V Borghese, riuscì a preservare dalla distruzione durante i lavori di ammodernamento e a portare nel suo paese, insieme ad altre importanti opere del Sansovino (la Madonna con Bambino) e di Andrea Bregno, che si possono ammirare nella stessa chiesa.
Convento di San Francesco
Di poco posteriori all'epoca di Giotto, sono gli affreschi rinvenuti nei restauri dell'ex chiesa dell'antico convento di San Francesco.
Chiesa di Santo Stefano
In Santo Stefano si trova una raccolta di tele di scuola bolognese del XVII secolo.
Chiesa di San Michele
In San Michele Arcangelo è conservata una tela del Cavalier d'Arpino ed il monumento funebre del cardinale Ennio Filonardi.

### Architetture militari
Mura
La città è circondata da un'imponente cinta muraria risalente al medioevo. Da queste mura si innalzano diciotto torri. Alcune di queste torri sono a pianta quadrata, mentre altre sono a pianta rotonda.
Su un fianco del Monte del Fico sono invece presenti mura megalitiche più antiche, risalenti al periodo pre-romano, che sono state considerate dagli studiosi sia mura a difesa di un villaggio e poi, sulla base di alcuni ritrovamenti, connesse a un luogo religioso.

### Altro
Boville Ernica un tempo sorgeva al piano, con tutta probabilità nella zona dove è ubicata l'odierna contrada di Sasso ma dopo le invasioni dei Saraceni e degli Ungari (X sec.), vide la sua popolazione trasferirsi sul colle e divenne uno dei centri più fortificati: ancora oggi è visibile la possente cinta muraria medioevale con ben 18 torri (alternate tonde e quadrate) ancor oggi totalmente in piedi.
Poco prima dell'ingresso al paese si trova il monumento a ricordo della battaglia risorgimentale che nel 1861 si svolse a Bauco tra le truppe piemontesi ed alcuni componenti dell'esercito borbonico che avevano cercato riparo proprio a Bauco, all'epoca territorio pontificio.

## Società

### Evoluzione demografica
Abitanti censiti

## Cultura

### Istruzione
È presente l'Istituto Comprensivo di Boville Ernica che fa capo a tre scuole dell'infanzia, tre plessi della scuola primaria distribuiti nelle varie frazioni e una scuola secondaria di primo grado vicina alle mura del paese.

#### Biblioteche
- Biblioteca comunale

## Economia
Di seguito la tabella storica elaborata dall'Istat a tema Unità locali, intesa come numero di imprese attive, ed addetti, intesi come numero di addetti delle imprese locali attive (valori medi annui).
|                | 2015                  |                              |                            |                |                       |                     | 2014                  |                | 2013                  |                |
| -------------- | --------------------- | ---------------------------- | -------------------------- | -------------- | --------------------- | ------------------- | --------------------- | -------------- | --------------------- | -------------- |
|                | Numero imprese attive | % Provinciale Imprese attive | % Regionale Imprese attive | Numero addetti | % Provinciale Addetti | % Regionale Addetti | Numero imprese attive | Numero addetti | Numero imprese attive | Numero addetti |
| Boville Ernica | 567                   | 1,69%                        | 0,12%                      | 1 357          | 1,27%                 | 0,09%               | 586                   | 1 508          | 654                   | 1 527          |
| Frosinone      | 33 605                |                              | 7,38%                      | 106 578        |                       | 6,92%               | 34 015                | 107 546        | 35 081                | 111 529        |
| Lazio          | 455 591               |                              |                            | 1 539 359      |                       |                     | 457 686               | 1 510 459      | 464 094               | 1 525 471      |

Nel 2015 le 567 imprese operanti nel territorio comunale, che rappresentavano l'1,69% del totale provinciale (33 605 imprese attive), hanno occupato 1 357 addetti, l'1,27% del dato provinciale; in media, ogni impresa nel 2015 ha occupato poco più di due addetti (2,39).

### Industria
Boville Ernica rientra nel distretto tessile della Valle del Liri, un distretto industriale specializzato nell'industria tessile, nato con la Legge Regionale 36/2001.

### Artigianato
A Boville Ernica sopravvive ancora l'arte del ricamo.

### Turismo
È stato selezionato tra i Borghi più belli d'Italia, che raccoglie piccoli centri italiani di spiccato interesse artistico e storico.

## Infrastrutture e trasporti

### Strade
Nella parte settentrionale del territorio comunale si trova la strada statale 214 Maria e Isola Casamari (SS 214), già Strada statale 214 (Via Mària), che collega Frosinone a Sora.

### Mobilità extraurbana
COTRAL effettua collegamenti quotidiani con Roma, Frosinone e altre località della provincia.

## Amministrazione
Nel 1907 Bauco cambiò denominazione in Boville Ernica.
Nel 1927, a seguito del riordino delle circoscrizioni provinciali stabilito dal regio decreto n. 1 del 2 gennaio 1927, per volontà del governo fascista, quando venne istituita la provincia di Frosinone, Boville Ernica passò dalla provincia di Roma a quella di Frosinone.

### Gemellaggi
- Markkleeberg
- Pierre-Bénite

### Altre informazioni amministrative
- Fa parte della Comunità montana Monti Ernici.
- Fa parte dell'Associazione nazionale città dell'olio.
- Fa parte del Consorzio di bonifica Conca di Sora.

## Sport
Sul territorio, è presente un'associazione sportiva di pallavolo denominata GLM Boville Volley.
Hanno sede nel comune le società di calcio A.S.D. Atletico Boville Ernica e Unione Sportiva Bovillense, che hanno disputato campionati dilettantistici regionali.